# Hali Long
Hali Moriah Candido Long (* 21. Januar 1995 in Cape Girardeau, Missouri) ist eine in den USA geborene philippinische Fußballspielerin.

## Karriere

### Vereine
In ihrer Zeit am College spielte sie von 2013 bis 2016 für die Mannschaft der Little Rock Trojans.

### Nationalmannschaft
Durch ihre Mutter ist sie für die philippinische Nationalmannschaft spielberechtigt. Nach einem Trainingslager im Jahr 2016 wurde sie dann für den Kader bei der Südostasienmeisterschaft 2016 in Myanmar nominiert.
Später nahm sie mit ihrer Mannschaft an der Asienmeisterschaft 2018 teil und stand dort in jeder Partie des Teams in der Startelf. Auch bei der Ausgabe im Jahr 2022 war sie nebst der Qualifikation auch bei der Endrunde dabei. Am Ende stieß sie mit ihren Mitspielerinnen erstmals in der Geschichte ins Halbfinale vor. Hier verlor man zwar am Ende mit 0:2 gegen Südkorea, aber trotzdem reichte dieser Platz aus, sich für die Weltmeisterschaft 2023 zu qualifizieren.